# Драгутин Димчевски
Драгутин Димчевски (Куманово) је пензионисани потпуковник Војске Југославије и заменик команданта 53. граничног батаљона током битке на Кошарама.

## Биографија
Димчевски је рођен у околини Куманова. Ту је завршио основну школу, а потом Средњу војну школу у Задру. Војну академију је похађао у Београду и Задру.
Рат на Косову и Метохији га је затекао у чину мајора, на дужности заменика команданта 53. граничног батаљона Приштинског корпуса Треће армије. Са овим батаљоном је учествовао у бици на Кошарама.
На дужности команданта 57. граничног батаљона у Прешеву је остао до пензионисања 2004. године. По пензионисању се преселио у Владичин Хан и укључио у рад ветеранских организација, као и СУБНОР-а.
Поводом 21. годишњице битке на Кошарама, председник Републике Србије Александар Вучић га је одликовао Орденом Белог орла са мачевима.

## Одликовања
- Орден Белог орла са мачевима[3]
- Орден за храброст